# ازدراوکو رادولوویچ
ازدراوکو رادولوویچ (انگلیسی: Zdravko Radulović؛ زادهٔ ۱۲ دسامبر ۱۹۶۶) بازیکن بسکتبال اهل یوگسلاوی بود.
وی در مسابقات کشوری و بین‌المللی در مجموع برندهٔ ۲ مدال طلا، ۱ مدال نقره شده‌است.